# 아이더 (브랜드)
아이더(Eider)는 프랑스의 의류 브랜드이다. 주로 아웃도어 및 등산복을 제작 및 판매한다. 1962년 설립되었으며, 2008년 6월 라푸마의 자회사가 되었다. 2009년부터 아이더는 라푸마(LF 계열 산하)와 같이 대한민국 시장에 케이투코리아 그룹 산하로 진출하였다.